# Jozef Bielek
Jozef Bielek (16 gennaio 1919 – 29 marzo 1997) è stato un calciatore slovacco, di ruolo difensore.

## Carriera

### Nazionale
Ha collezionato 8 presenze con la propria Nazionale.